# Długie Pobrzeże
Długie Pobrzeże (niem. Lange Brücke, kaszub. Dłudżé Mòstë) – deptak nadwodny w Gdańsku na Głównym Mieście, ciągnący się wzdłuż zachodniego brzegu Motławy.
Wzdłuż ulicy znajdują się charakterystyczne dla architektury Gdańska bramy wodne. Ulica była niegdyś nazywana Długi Most.

## Historia
Pierwsze wzmianki na temat przystani na tym brzegu Motławy pochodzą z XIV wieku. Przez wieki w miejscu dzisiejszego deptaku znajdowały się niepołączone ze sobą drewniane platformy różnej wysokości, służące do wyładunku i rozładunku statków. W XVII wieku doszło do ich połączenia w jeden pomost.
W 1858 podczas wizyty w Gdańsku, Jadwiga Łuszczewska tak opisała Długie Pobrzeże:

most nie rzucony przez rzekę, ale wzdłuż niej biegnący [...] wybudowany na palach pomost szeroki, tworzący po jednej stronie jakby ogromny chodnik zawsze pełen gwaru, obstawiony kramami, przy nim ciągle się mija statki i berlinki, tak na Motławie natłoczone, że z trudnością można wodę dojrzeć

Długie Pobrzeże było także miejscem bówków - gdańskich rzezimieszków portowych.
Po II wojnie światowej ulica została odbudowana z betonowych elementów i wyłożona płytami ze szlifowanego marmuru.
6 maja 2019, w związku z budową kładki na północny cypel Wyspy Spichrzów, na wysokości Bramy św. Ducha doszło do zapadnięcia się części deptaka dla pieszych nad rzeką. 
Po analizie uszkodzenia ustalono, że główną przyczyną zdarzenia było zużycie materiału: utrata nośności i postępująca korozja ponad stuletniej konstrukcji, a prace palowe przy budowanej kładce jedynie przyspieszyły ten proces. Niezależnie od tego zdarzenia, w październiku 2019 przewidywano rozpoczęcie remontu Długiego Pobrzeża z terminem realizacji do listopada 2022. Planowano tu nową nawierzchnię z kostki i płyt, remont murów oporowych i nowe elementy małej architektury. Ostatecznie uznano jednak, że remont nawierzchni poprzedzony zostanie remontem nabrzeża. W zorganizowanym na tę okoliczność przetargu złożone oferty na wykonanie projektu modernizacji odcinka od Mostu Zielonego do Bramy Straganiarskiej wynosiły od 400 tysięcy do ponad 1,3 miliona złotych przy szacowanym kosztorysie inwestora w wysokości 600 tys. zł.

## Zabytki
- Zielona Brama
- Brama Chlebnicka
- Brama Mariacka
- Brama św. Ducha
- Brama Żuraw
- Brama Świętojańska
- Brama Straganiarska
- Dom Towarzystwa Przyrodniczego

## Obiekty
- Narodowe Muzeum Morskie w Gdańsku
- Muzeum Archeologiczne w Gdańsku
- Ośrodek Kultury Morskiej
- Hotel Hanza****
- Przystań Żeglugi Gdańskiej
- Przystań promu na Ołowiankę

## Galeria

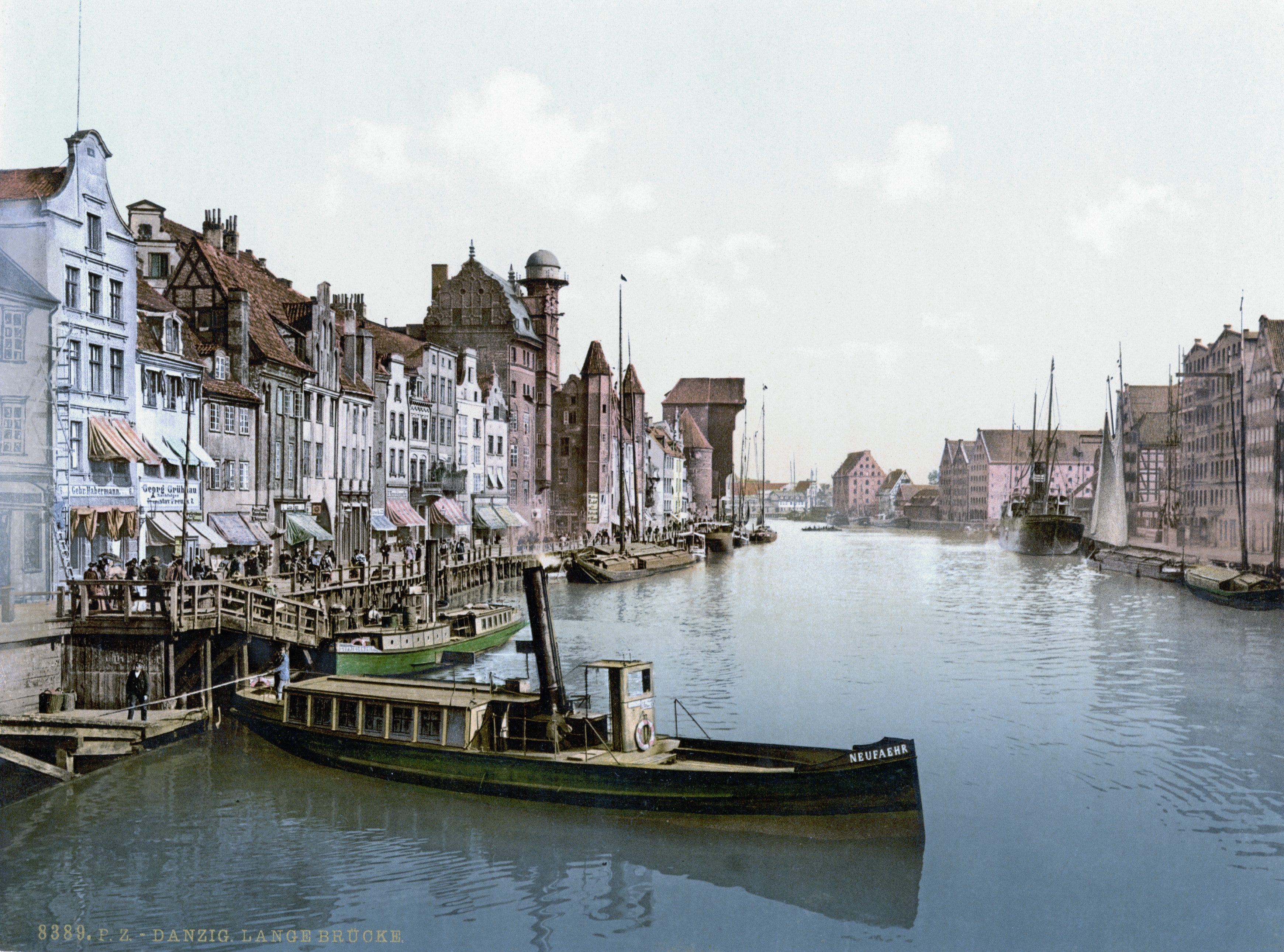
Długie Pobrzeże na początku XX wieku
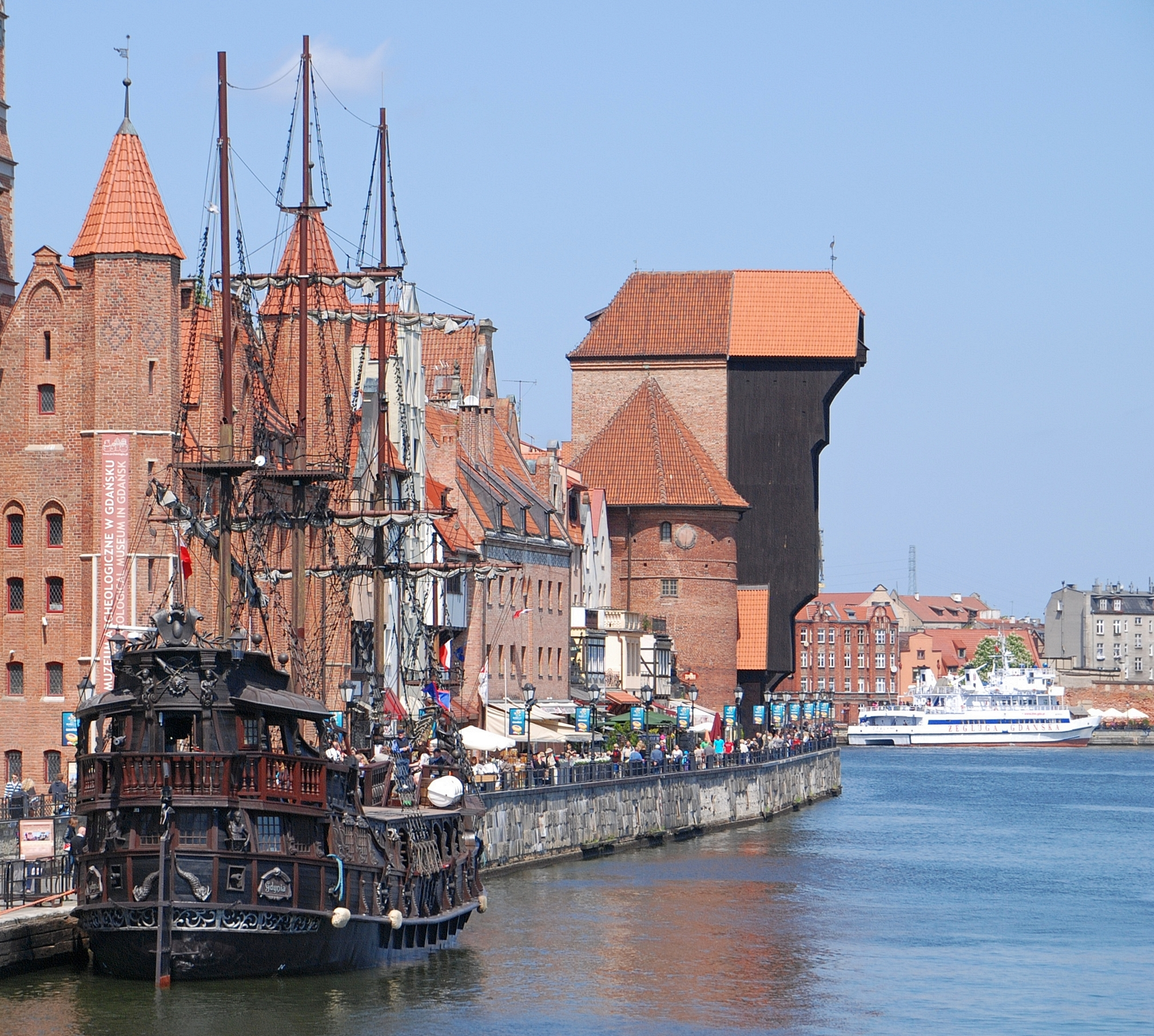
Długie Pobrzeże pod Żurawiem
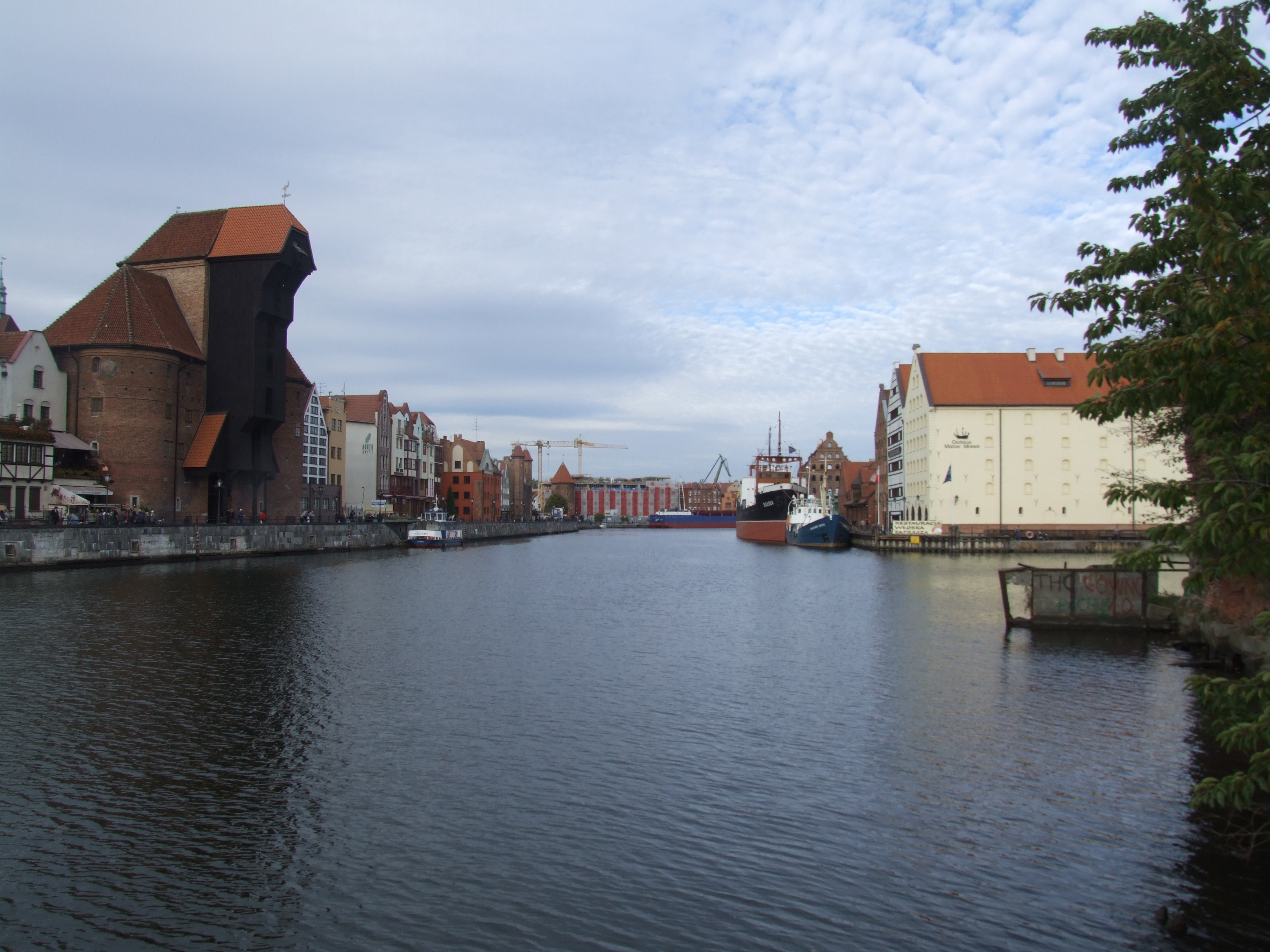
Widok z Wyspy Spichrzów
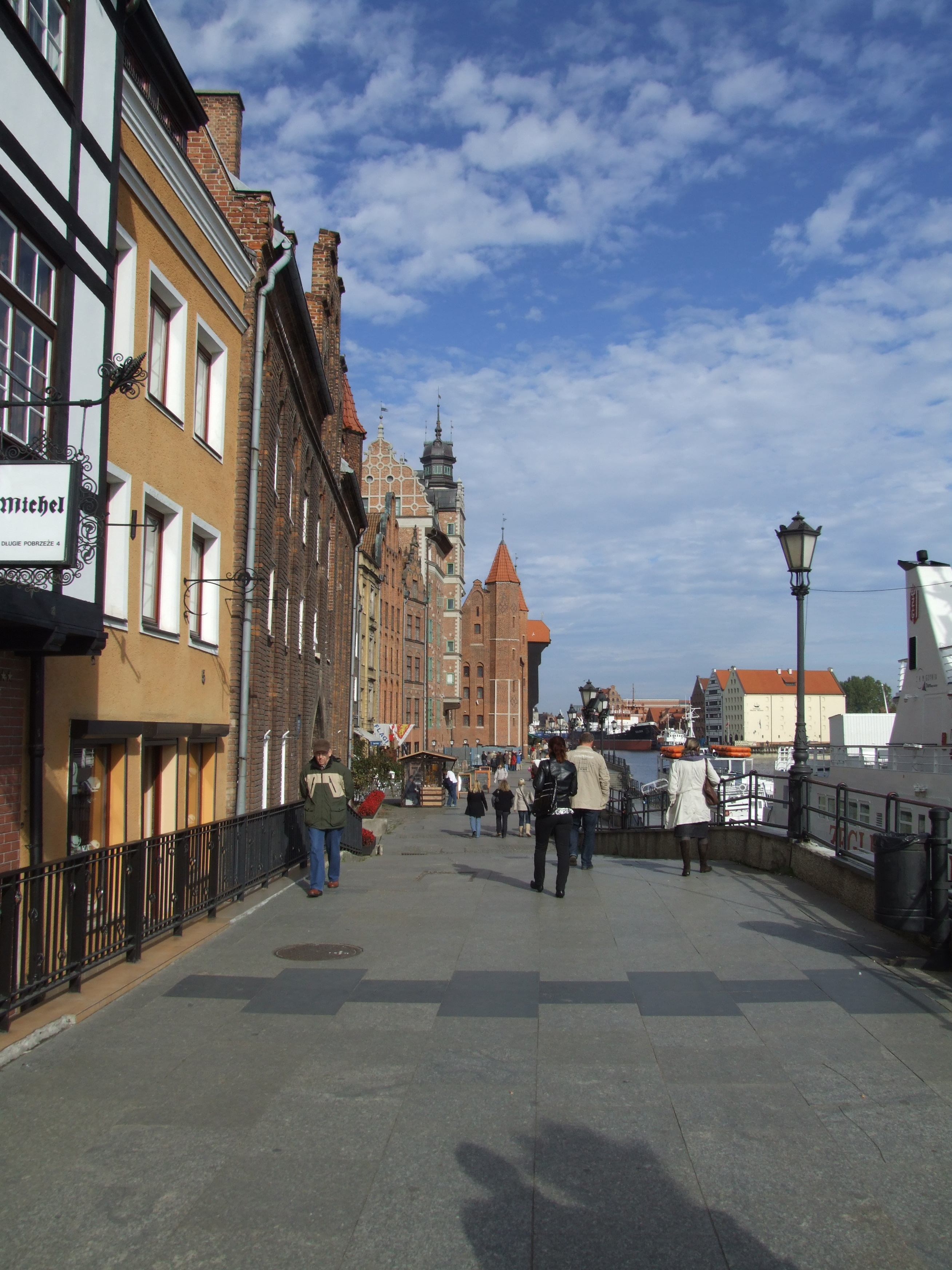
Długie Pobrzeże przy Bramie Chlebnickiej
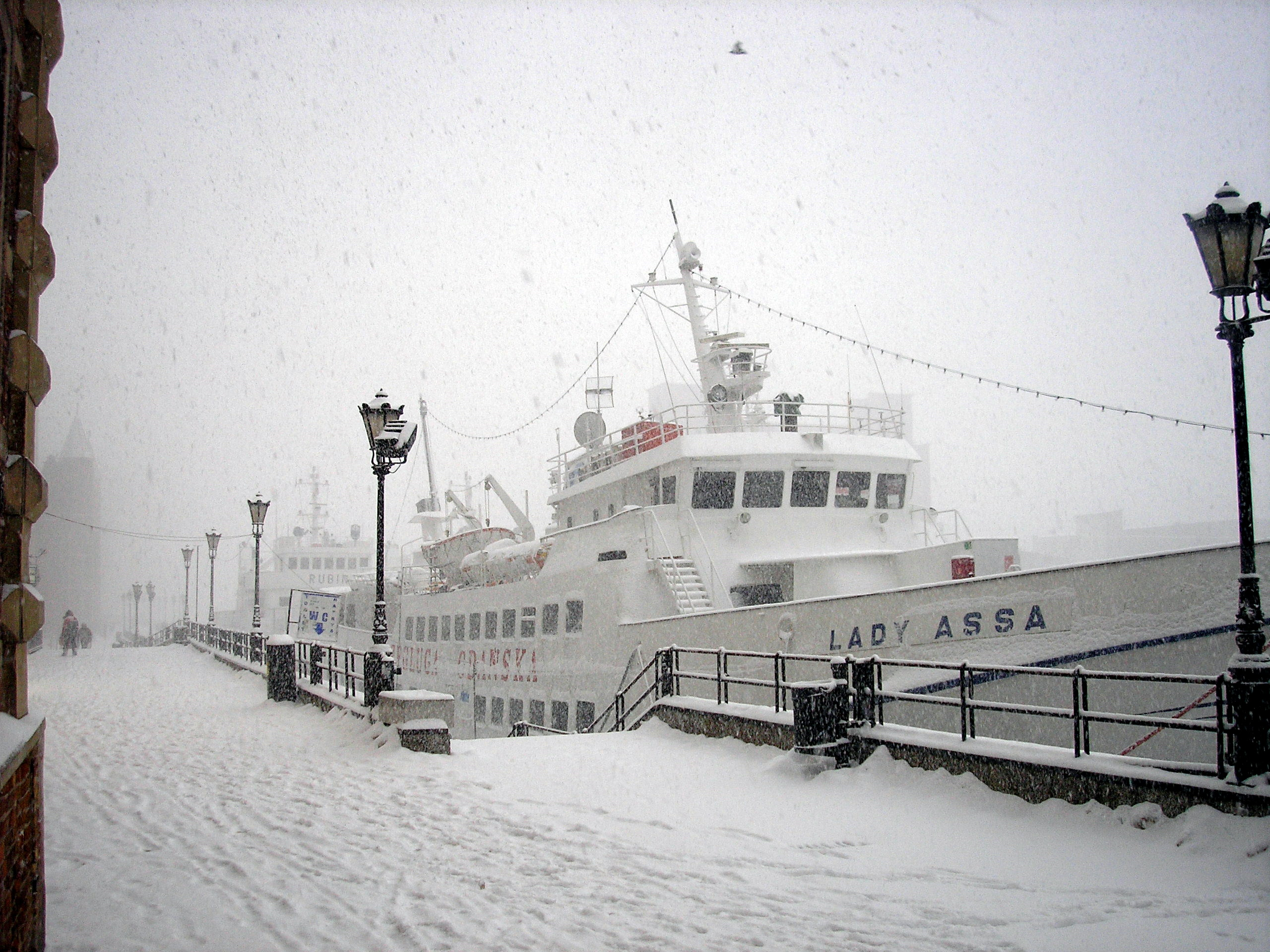
Długie Pobrzeże zimą